# Retablo de la Inmaculada Concepción (Capilla Oballe)
El Retablo de la Inmaculada Concepción, de la Capilla Oballe, antiguamente en la Iglesia de San Vicente (Toledo), es uno de los últimos retablos realizados por el Greco. Actualmente se encuentra en el Museo de Santa Cruz, en Toledo.

## La capilla Oballe
A finales del año 1607, el Ayuntamiento de Toledo encargó al Greco la decoración de una capilla encargada por doña Isabel de Oballe en la iglesia de San Vicente, en Toledo. Este encargo se había confiado a Alejandro Semín, quien parece que falleció sin haberlo iniciado. Por ello, el regidor Gregorio de Angulo y el jurado Juan Langayo volvieron a formular las condiciones de la obra. En el acta del 12 de diciembre se concertó con el Greco que el retablo se acrecería en un quinta parte de la altura porqué "así biene a ser la fábrica de perfecta forma oy, no enana que es lo peor que puede tener cualquier genero de forma". El Ayuntamiento también especificaba que el trabajo pictórico, que Semín quería realizar con pintura al fresco —Gudiol habla de pintura al temple— se haría con pintura al óleo "para más grave y perpetuo".
El precio concertado fue de 1200 escudos, pero en este precio estaban incluidos los 400 escudos que se habían entregado al difunto Semín, y que el Greco tendría que reclamar a los fiadores. La obra tenía que estar acabada a los ocho meses después de haberse firmado el contrato. Al final del acta se declaraba "...tener a Dominico Greco por uno de los hombres más sobresalientes que hay en este arte en el Reyno y fuera de él".
En el techo de la capilla tenía que ir La visitación, y se especificaba: "una ystoria de la uisitación de santa Isabel por ser el nombre de la fundadora, para lo que se a de fixar un zírculo adornado con su cornisa a la manera que está en Illescas", porqué el proyecto de Semin simplemente "se reduzía...a pintar algunas menudencias sobre cal que es cosa de muy poca costa y autoridad, principalmente en una capilla tan pequeña que obliga a mayor adorno". Este lienzo estaba inacabado a la muerte del Greco, y tampoco fue acabado por su hijo Jorge Manuel Theotocópuli. Por ello, seguramente nunca se llegó a colocar en el lugar previsto.
Los lienzos de San Pedro (El Escorial) y de San Ildefonso (El Escorial), proceden de la Iglesia de San Vicente. Es posible que inicialmente también formasen parte de la decoración de la capilla Oballe, pero esta suposición no está confirmada.

## El retablo de la Inmaculada Concepción
El retablo tiene los rasgos manieristas que caracterizan la última etapa del Greco. El marco de madera dorada está flanqueado a ambos lados por dos columnas corintias apareadas. La falta de entablamento —tal vez para permitir la luz de la única ventana de la capilla— causa un extraño efecto en la parte superior del retablo. En la decoración original existía un águila bicéfala con el escudo de armas de Toledo. recordando que esta ciudad gestionó la decoración de la capilla.
Cuando se llevó a cabo —en 1961— la reorganización de la iglesia, el retablo y el lienzo fueron trasladados al museo de Santa Cruz. Entonces se descubrió que el lienzo había sido doblado, tanto en la parte superior como en la inferior. En la parte inferior se reveló una parte del paisaje de 24 cm bajo el marco, donde había la firma del maestro. En la parte superior se descubrió una tira de pintura con cabezas de querubines.
Harold Wethey sugirió que el montaje del lienzo se había realizado después de la muerte del Greco. El marco seguramente quedó corto, lo que hizo necesario el plegado antes mencionado y, tal vez, supuso la eliminación de un entablamento primitivo, quizás proyectado por el Greco. En la nueva instalación se tuvo que alargar el bastidor con cubos de madera dorada, para poder encajar las nuevas partes del lienzo descubiertas durante el traslado, lo que aumentó la sensación de extrañeza en la parte superior del retablo.